# NGC 1183
NGC 1183 je zvijezda u zviježđu Perzeju. 

## Vanjske poveznice
- SEDS: NGC 1183